# Chlorocypha wittei
Chlorocypha wittei là loài chuồn chuồn trong họ Chlorocyphidae. Loài này được Fraser mô tả khoa học đầu tiên năm 1955.